# Iron Munro
Iron Munro è un personaggio dei fumetti dell'Universo DC comics. Comparve per la prima volta in, Shadow Comics n. 1, del giugno 1940, pubblicato da Stan & Smith. È un supereroe vagamente basato sulla figura di Aarn Munro, eroe di una serie di racconti scritti da John W. Campbell negli anni trenta. La versione moderna e più conosciuta del personaggio, Arn Munro, comparve la prima volta in Young All-Stars nº 1, del giugno 1987, personaggio creato da Roy Thomas, Dann Thomas, Michael Bair e Brian Murray. Munro è il figlio illegittimo di Hugo Danner, protagonista, dotato di superpoteri, del romanzo degli anni trenta, Gladiator di Philip Wylie. Tuttavia, Iron Munro non fu descritto, né gli venne concesso un ruolo nel romanzo originale. L'inabilità di Hugo di passare i suoi poteri ai figli fu spiegata dal suo padre scienziato, «l'effetto del processo non verrà ereditato dalle future generazioni».

## Storia della pubblicazione
Dopo Crisi sulle Terre infinite, tutti i mondi paralleli vennero fusi in un unico mondo, e il Superman di Terra-2 fu cancellato dall'esistenza. Per riempire il vuoto, la DC Comics, introdusse un nuovo supereroe con muscoli d'acciaio, l'abilità di superare i grattacieli con un balzo ed i capelli corti. Lo scrittore della DC, Roy Thomas creò il nuovo Iron Munro cercando di rimpiazzare il Superman della Golden Age, Wonder Woman e BatmanUtilizzando il romanzo di Wylie come trampolino di lancio, Thomas e Hugo alla fine del romanzo, falsificarono la sua morte. Da lì, inizia la storia del secondo Iron Munro. Come l'originale, protagonista della Shadow Comics di Street & Smith, il moderno Munro è un avventuriero dotato di una forza sovraumana, capelli corti e neri, e preferisce indossare magliette e jeans, piuttosto che un costume colorato. Comunque sia, la versione originale non aveva nessun collegamento con il romanzo, Gladiator.

## Biografia del personaggio
Nel 1894, lo scienziato Abednego Danner iniettò a sua moglie, incinta, un siero in fase di sperimentazione. Il loro figlio, Hugo, nacque con una forza super umana, velocità, e quasi invulnerabilità. Hugo visse con i suoi genitori fino all'adolescenza, per poi lasciarli al compimento dei diciotto anni, frequentare il college e vedere il mondo. Negli anni che seguirono, i poteri speciali di Hugo lo portarono ad affrontare tante avventure, ma la sua unicità tra i comuni mortali era fonte di continuo dolore interiore. Infine, Hugo mise in scena la sua morte nella penisola dello Yucatán e si ritirò.
Prima di svanire, tuttavia, ritornò a casa in Colorado ancora una volta e si godette un'avventura di una sola notte, con il suo amore del liceo, Anna Blake, che rimase incinta. Quando Hugo scomparve, Anna sposò un giovane uomo d'affari di nome John Munro, al quale non confidò mai che il bambino non era suo. Il loro figlio, Arnold, cominciò a mostrare poteri super umani, come super forza ed invulnerabilità, già a dieci anni. Ricordando i guai passati da Hugo, Anna fece promettere a suo figlio di mantenere nascosti i suoi poteri fino al compimento dei diciotto anni.
Come giocatore di baseball del suo liceo in Indian Creek, Colorado, Munro si guadagnò il soprannome di "Iron". Era un adulto lì, quando nel 1942 salvò i supereroi TNT e Dan the Dyna-Mite da un'auto in fiamme, a causa di un incidente. T.N.T. morì, ma riuscì a portare Dyna-Mite all'ospedale più vicino. Successivamente, Munro e gli altri nuovi "Young All-Stars" aiutarono la All-Star Squadron a sconfiggere Axis Amerika. Il Presidente Roosevelt chiese a Munro e agli altri supereroi, di unirsi alla All-Star Squadron, di cui Munro fu una recluta, ma, in realtà, fu solo un viaggio promozionale per incentivare l'arruolamento nell'esercito statunitense.
Poco dopo, Arn ricevette un misterioso diario scritto da Hugo Danner, suo padre. Venne a conoscenza della vita burrascosa di suo padre, e dei suoi guai, come uno dei primi metaumani del XX secolo. Questo condusse il giovane eroe ad una maggior conoscenza della vita di suo padre.
Dopo aver letto il diario del padre, Arn ritornò al segreto progetto M del governo. Primo passo fu la richiesta dell'ubicazione dell'Isola Dinosauro, menzionata nel diario di suo padre. Qui incontrò Georgia Challenger: invece di rivelargli la posizione dell'isola, lo portò nella Maple White Land in Sudamerica.
Fu una grande sorpresa trovare qui, Hugo Danner, vivo: aveva generato una nuova schiera di "figli", i cosiddetti, "Figli dell'Alba". Danner utilizzò la formula di suo padre, il nonno di Arn, per infondere i poteri in questi Figli dell'Alba, accennando, che, anche i creatori del criminale Übermensch avevano rubato la formula. Arn fu costretto ad opporsi a suo padre quando questi ordinò ai "Figli dell'Alba" di attaccare una città brasiliana. La potenza combinata dell'All-Star Squadron sconfisse i "Figli dell'Alba" e Danner rimase ucciso.

## Eredità
Durante la guerra, Iron Munro conobbe la sua futura moglie, membro della Young All-Star Sandra Knight, Phantom Lady. Prima che i due si sposassero, Sandra rimase incinta ed ebbe un bambino, senza rivelarlo ad Arnold. Si fidò di "Atomo", Al Pratt, che l'aiutò, adottando il piccolo. L'ospedale, erroneamente, sul certificato di nascita del piccolo, attribuì ad Al la parternità. Al bambino fu messo il nome, Walter Pratt e più tardi divenne il padre di Kate Spencer, il vigilante corrente noto come Manhunter.
Dopo la guerra, Arn e Sandra iniziarono a lavorare per il governo degli Stati Uniti come membri di una cellula parte dell'O.S.S. chiamata Argent. Arn prese il nome in codice di "Gladiator One". La coppia infine si sposò e parteciparono un gran numero di missioni contro la loro nemesi nazista della Seconda guerra mondiale, il Barone Blitzkrieg. Il secondo figlio di Sandra fu rapito dal Barone quando lei si trovava in missione nella Polonia comunista. Il bambino era all'epoca, ed è ancora, presunto morto.
La coppia gradualmente si separò e negli anni sessanta, Phantom Lady scomparve mentre si trovava in missione per Argent. Sebbene Munro più tardi scoprì che era viva, i due non tornarono mai più insieme.
Munro andò a vivere in Florida con il suo amico, Roy Lincoln, la Bomba Umana. Qui incontrò il giovane Damage, Grant Emerson. Munro aiutò Emerson a cercare i suoi genitori biologici. Per un po', sembrò che Grant potesse essere stato il figlio perduto di Arn e Sandra. Infine, le indagini svelarono che Grant era figlio di Al Pratt e di sua moglie Mary.
Iron Munro continuò a servire come mercenario gli Stati Uniti, beneficiando apparentemente di una lunga giovinezza. Nel corso di una battaglia tra Imperiex e Brainiac 13, la Sand della Justice Society of America reclutò un'armata di All-Stars, in cui si unì anche Arnold. Successivamente, Iron si alleò alla Bomba Umana e ai Damage nei Combattenti per la Libertà. Ma questo gruppo venne reso fuorilegge e condannato. Arn perse il suo amico Roy Lincoln quando parecchi dei membri dei Combattenti per la Libertà vennero uccisi dalla Società segreta dei supercriminali.
Recentemente, Sandra Knight venne a sapere che il suo bambino, dato in adozione, Walter Pratt, divenne un maniaco omicida. Sua figlia, Katherine Spencer divenne il Manhunter di Los Angeles. Pratt morì quando fu tagliato in due nel mezzo di un teletrasporto . Sandra incontrò Kate Spencer, e mesi dopo portò Arn alla casa di Kate per una presentazione.